# Либа Брей
Либа Брей (на английски: Libba Bray) е американска писателка на произведения в жанра фентъзи, трилър и приключенски роман.

## Биография и творчество
Марта Елизабет „Либа“ Брей е родена на 11 март 1964 г. в Монтгомъри, Алабама, САЩ. Баща ѝ е презвитериански свещеник, а майка е учителка по английски език. Семейството се мести за кратко в Западна Вирджиния, след това в Корпъс Кристи, Тексас, и накрая в Дентън, Тексас. В Дентън завършва гимназия, а три седмици след това претърпява сериозна автомобилна катастрофа. В продължение на шест години претърпява 13 операции, реконструира лицето си и има изкуствено ляво око заради инцидента. През 1988 г. завършва с магистърска степен специалност драматургия в Тексаския университет в Остин.
След дипломирането си се премества в Манхатън, Ню Йорк. Там първоначално работи три години в рекламния отдел на Penguin Putnam, а след това в рекламна агенция Spier, специализирана в рекламата на книги. Пише пиеси, три от които са поставени, но нямат успех. Под псевдоним, е авторка и на три любовни романа. Омъжва се за Бари Голдблат, агент на детски книги, с когото имат син. Съпругът ѝ я насърчава да напише роман за млади хора.
Първият ѝ роман „Велика и ужасна красота“ от фентъзи поредицата „Джема Дойл“ е издаден през 2003 г. Джема е 16-годишната девойка с нетрадиционно възпитание в Индия, до деня, в който предвижда смъртта на майка си в черно видение. Изпратена е в Англия в девическата академия с мистериозно изгоряло Източно крило. Там е последвана от красивия Картик, който ѝ помага да се бори с виденията, но с тях тя открива дневник с тайни на мистичен орден. Способностите ѝ за връзка между световете предопределят мисията ѝ да го възстанови. Романът става бестселър в списъка на „Ню Йорк Таймс“ и я прави известна. Следват още две части от поредицата – „Бунтовни ангели“ и „Сладкото далечно нещо“.
През 2011 г. е издаден романът ѝ „Кралици на красотата“. В историята 50 участнички в конкурса Мис Тийн Мечта след самолетна катастрофа попадат на самотен южен остров. С малко храна и вода, и без гримове, те се борят с дивото, змиите и пиратите, в шоуто за оцеляване.
През 2012 г. е издаден първият роман „Ясновидците“ от едноименната поредица. Действието на историята се развива в Ню Йорк през Бурните двайсет по времето на Сухия режим, джаза, тайните клубове и флапър модата. Ийви ОНийл е изпратена за наказание в Голямата ябълка, където прекарва времето си в шляене в прашните, тъмни кътчета на странния Музей на окултното, управляван от чичо ѝ Уил, посещения, които откриват у нея мрачна дарба. Когато е открито тяло на момиче, белязано с мистериозни символи, Уил и Ийви са извикани в помощ на полицията. Разследването се превръща в опасно търсене на сериен убиец, откриване на мрака на миналото и историите на Ясновидците. Романът е предвиден за екранизация.
Либа Брей живее със семейството си в Бруклин.

## Произведения

### Самостоятелни романи
- Going Bovine (2009) – награда „Майкъл Принц“[1][2][3]
- Beauty Queens (2011)
Кралици на красотата, изд.: „Артлайн Студиос“, София (2014), прев. Надя Златкова
- It's Just a Jump to the Left (2015)

### Поредица „Джема Дойл“ (Gemma Doyle)
1. A Great and Terrible Beauty (2003)[1][2][3]
2. Rebel Angels (2005)
3. The Sweet Far Thing (2006)

### Поредица „Ясновидците“ (Diviners)
1. The Diviners (2012)[1][2][3]
Ясновидците, изд.: „Емас“, София (2015), прев. Дора Барова
2. Lair of Dreams (2015)
Леговище на сънища, изд.: „Емас“, София (2017), прев. Евелина Пенева
3. Before the Devil Breaks You (2017)
4. The King of Crows (2020)

### Участие в общи серии с други писатели

#### Поредица „Сладките шестнадесет“ (Sweet Sixteen)
3. Kari (2000)
от поредицата има още 5 романа от различни автори

### Сборници
- Up All Night (2008) – с Питър Ейбрахамс, Дейвид Левитан, Патриша Маккормик, Сара Уикс и Джийн Янг[1][3]
- Vacations from Hell (2009) – с Касандра Клеър, Клаудия Грей, Морийн Джонсън и Сара Млиновски
- Summer days & summer nights (2016) – с Вероника Рот, Касандра Клеър, Дженифър Е. Смит, Лий Бардуго, Лев Гросман, Стефани Пъркинс, Тим Федерле, Бранди Колбърт, Джон Сковрон, Нина Лакур и Франческа Лия Блок
“Последна съпротива в „Синегор“ в „Летни дни и летни нощи : 12 любовни истории“, изд.: „Сиела“, София (2016), прев. Деница Райкова

### Разкази
- Bad Things (2007)[1]
- Nowhere Is Safe (2009)
- The Thirteenth Step (2009)
- It's Just a Jump to the Left (2009)
- Them (2009)
- Prom Night (2010)
- The Last Ride of the Glory Girls (2011)

### Екранизации
- ?? The Diviners
- ?? A Great and Terrible Beauty